# Стукалов, Константин Матвеевич
Константин Матвеевич Стукалов (1 марта 1926 — 23 мая 2010) — бригадир Томусинского шахтостроительного управления (ТШСУ), Герой Социалистического Труда. Почётный гражданин Кемеровской области (2006).

## Биография
Родился 1 марта 1926 года в селе Пичугино Тисульского района Сибирского края.
В период коллективизации отца арестовали за отказ вступать в колхоз, а семью выслали на рудник Берикульский. Отсидев срок, отец вернулся, но вскоре новый арест, и больше дети своего отца не видели. Константин пас овец, с 16 лет работал грузчиком, обучился токарному делу.
С ноября 1943 года – в Красной Армии. Участник Великой Отечественной войны. В Действующей армии с мая 1944-го по май 1945-го. В 1945 году – снарядный миномётного батальона 11-й гвардейской механизированной бригады 5-го гвардейского механизированного корпуса 1-го Украинского фронта, гвардии ефрейтор. Участвовал во взятии Берлина, освобождал Прагу, за что отмечен боевыми наградами. Потом ещё два года действительной службы и воин-победитель вернулся домой. 
Работал слесарем, потом комбайнёром в Барандатской МТС. В 1959 году МТС расформировали и Стукалов решает ехать в новый строящийся город на юге Кузбасса — Междуреченск.
В 1963 году стал строителем, возглавив бригаду по монтажу сборного железобетона Томусинского шахтостроительного управления (позднее — Ольжерасское ШПУ). Первый объект — растворный узел по изготовлению цементного раствора товарного бетона. Следом была работа по установлению витражей, электрооборудования в магазине, монтаж металлоконструкций корпусов автобазы, строительство шахт «Томская» и «Усинская», кафе «Горная жемчужина», здания автостанции, жилых домов. Стукалов К. А. можно сказать, весь город построил: многие шахты, магазины, жилые дома, автостанцию, кафе. Человек скромный, полагающийся всю жизнь только на свои трудовые руки, справляющийся с любой работой, о таких, как он, говорят: мастер на все руки.
Принимал участие в строительстве гражданских, культурно-бытовых сооружений, промышленных предприятий и шахт города: «Распадская», имени В.И. Ленина, «Усинская», «Томская», имени Шевякова. Особый вклад руководимая им бригада внесла в развитие производственной инфраструктуры шахты «Распадская», где в кратчайшие сроки была обеспечена сдача важнейших объектов этого крупнейшего предприятия.
Указом Президиума Верховного Совета СССР от 17 мая 1978 года за выдающиеся успехи, достигнутые при строительстве шахты «Распадская» производственного объединения «Южкузбассуголь», Стукалову Константину Матвеевичу присвоено звание Героя Социалистического Труда с вручением ему ордена Ленина и золотой медали «Серп и Молот».
В конце 1980-х годов вышел на заслуженный отдых.
Жил в Междуреченске. Умер 23 мая 2010 года.

## Награды
- Золотая медаль «Серп и Молот» (17.05.1978)
- Орден Ленина (17.05.1978)
- Орден Октябрьской Революции (30.03.1971))
- Орден Отечественной войны II степени (11.03.1985)[2]
- Медаль «За отвагу» (СССР)  (29.04.1945)[3]

- Медаль «В ознаменование 100-летия со дня рождения Владимира Ильича Ленина» (6 апреля 1970)
- Медаль «За доблестный труд»
- Медаль «За победу над Германией в Великой Отечественной войне 1941—1945 гг.» (9 мая 1945[4])
- Медаль «За взятие Берлина»   (9.06.1945)
- Медаль «За освобождение Праги»  (9.06.1945)
- Юбилейная медаль «Двадцать лет Победы в Великой Отечественной войне 1941—1945 гг.» (7 мая 1965[5])
- Юбилейная медаль «Тридцать лет Победы в Великой Отечественной войне 1941—1945 гг.»[6]
- Медаль «Сорок лет Победы в Великой Отечественной войне 1941-1945 гг.»[7]
- Медаль Жукова (1995)
- Юбилейная медаль «50 лет Победы в Великой Отечественной войне 1941—1945 гг.»[8]
- Медаль «Ветеран труда»
- Медаль «30 лет Советской Армии и Флота»[9]
- Юбилейная медаль «40 лет Вооружённых Сил СССР»[10]
- Юбилейная медаль «50 лет Вооружённых Сил СССР» (26 декабря 1967[11])
- Юбилейная медаль «60 лет Вооружённых Сил СССР» (28 января 1978[12])
- Юбилейная медаль «70 лет Вооружённых Сил СССР» (28 января 1988[13])
- Знак «Гвардия»
- Знак МО СССР «25 лет Победы в Великой Отечественной войне» (24 апреля 1970)

## Память
- На доме, где жил заслуженный шахтер, установлена мемориальная доска.
- На могиле установлен надгробный памятник.
- Его имя увековечено в Главном Храме Вооружённых сил России, и навсегда запечатлено на мемориале «Дорога памяти»